# Langia
Langia este un gen de molii din familia Sphingidae. 

## Specii
- Langia zenzeroides Moore, 1872
  - Langia zenzeroides formosana